# Dolf van Vliet
Dolf van Vliet (Baambrugge, 13 februari 1941 - 29 augustus 2016) was bestuurder en bestuursvoorzitter bij de Judo Bond Nederland (JBN).

## Biografie
Dolf groeide op in Abcoude. Hij voetbalde als pupil bij de plaatselijke voetbalvereniging. Op 8-jarige leeftijd begon hij met judo na een judodemonstratie, die in die tijd in het hele land werden gegeven. Vanaf 1956 trainde hij in Hilversum bij Van Hellemond Sport, waarna hij ten slotte in 1959 terechtkwam bij Lou Spel in Amsterdam. Daar ontwikkelde hij zich tot judoleraar Nederlandsche Jiu Jitsu Bond (NJJB; het latere Judo Bond Nederland (JBN)), en JBN-scheidsrechter.
Dolf van Vliet heeft judo- en conditietrainingslessen gegeven bij Sportschool Lou Spel in Amsterdam en bij Omnivereniging SVA in Abcoude. Vanaf ca. 1987 had hij in Noordwolde zijn eigen jeugdjudoclub.
Binnen het judo was hij commissielid voor het JBN-district Noord-Holland en bestuurslid van het district (6 jaar) en bestuurslid van de JBN (10 jaar, waarvan van 1999-2002 voorzitter).
Dolf van Vliet was werkzaam als mededirecteur in een import- en exportfirma. In 1984 begon hij voor zichzelf.

## Bestuursprestaties
Als bestuurder heeft Dolf van Vliet binnen de JBN gerealiseerd:
- Overeenkomst met de Nederlandse Vereniging voor Jiu-Jitsu- en Judo Leerkrachten (NVJJL);
- Contactverbetering tussen toptrainers met coachcolleges in Papendal;
- Contract met Rotterdam Topsport;
- Lotto als sponsorpartner in de sport.

## Trivia
- In Abcoude was hij bestuurslid bij een sportvereniging. In de gemeente Weststellingwerf waar hij woonde was Dolf van Vliet jarenlang maatschappelijk actief als bestuurslid bij verscheidene welzijnsstichtingen.